# توگروگ مغولستان
توگروگ  (به مغولی: ᠲᠥᠭᠦᠷᠢᠭ төгрөг) یکای پول کشور مغولستان است که با نماد ₮ نشان داده می‌شود. هر توگروگ به ۱۰۰ مونگو (به مغولی: мөнгө ᠮᠥᠩᠭᠦ) تقسیم می‌شود.

## سکه‌ها
با پایان دوران جمهوری خلق مغولستان سکه‌های مونگو از دور خارج و سکه‌های توگروگ گران‌بهاتر جایگزین آنها شدند.
| سکه‌های کنونی | سکه‌های کنونی | سکه‌های کنونی | سکه‌های کنونی   | سکه‌های کنونی   | سکه‌های کنونی   | سکه‌های کنونی   | سکه‌های کنونی | سکه‌های کنونی         | سکه‌های کنونی   | سکه‌های کنونی     |
| نگاره        | نگاره        | بها          | پارامترهای فنی | پارامترهای فنی | پارامترهای فنی | پارامترهای فنی | شرح          | شرح                  | شرح            | تاریخ نخستین ضرب |
| رو           | پشت          | بها          | قطر            | ضخامت          | جرم            | جنس            | لبه          | رو                   | پشت            | تاریخ نخستین ضرب |
| ------------ | ------------ | ------------ | -------------- | -------------- | -------------- | -------------- | ------------ | -------------------- | -------------- | ---------------- |
|              |              | ۲۰ ₮         | ۱۷.۵ میلی‌متر   | ۱.۵ میلی‌متر    | ۰.۷۸ گرم       | آلومینیوم      | ساده         | بها                  | نماد سویومبو   | ۱۹۹۴             |
|              |              | ۵۰ ₮         | ۲۳ میلی‌متر     | ۱.۸ میلی‌متر    | ۱.۶۸ گرم       | آلومینیوم      | ساده         | بها                  | نماد سویومبو   | ۱۹۹۴             |
|              |              | ۱۰۰ ₮        | ۲۲ میلی‌متر     | ۱.۵ میلی‌متر    | ۳.۸۴ گرم       | کوپرونیکل      | ساده         | بها، معبد بودایی     | نماد سویومبو   | ۱۹۹۴             |
|              |              | ۲۰۰ ₮        | ۲۵ میلی‌متر     | ۱.۷ میلی‌متر    | ۶.۲ گرم        | کوپرونیکل      | ساده         | بها، کاخ ریاست‌جمهوری | نماد سویومبو   | ۱۹۹۴             |
|              |              | ۵۰۰ ₮        | ۲۲ میلی‌متر     | ۱.۷ میلی‌متر    | ۴.۱ گرم        | کوپرونیکل      | نرم          | بها، نماد سویومبو    | دمدین سوخباتور | ۲۰۰۱             |

## اسکناس‌ها
| سری ۱۹۹۳ | سری ۱۹۹۳ | سری ۱۹۹۳      | سری ۱۹۹۳        | سری ۱۹۹۳            | سری ۱۹۹۳                            | سری ۱۹۹۳                  | سری ۱۹۹۳  |
| نگاره    | نگاره    | بها           | ابعاد (میلی‌متر) | رنگ                 | شرح                                 | شرح                       | شرح       |
| رو       | پشت      | بها           | ابعاد (میلی‌متر) | رنگ                 | رو                                  | پشت                       | ته‌نقش     |
| -------- | -------- | ------------- | --------------- | ------------------- | ----------------------------------- | ------------------------- | --------- |
|          |          | ۱۰ مونگو      | ۴۵ × ۹۰         | صورتی               | نماد سویومبو، تیراندازان            | تیراندازان                |           |
|          |          | ۲۰ مونگو      | ۴۵ × ۹۰         | زرد و قهوه‌ای        | نماد سویومبو، کشتی‌گیران             | کشتی‌گیران                 |           |
|          |          | ۵۰ مونگو      | ۴۵ × ۹۰         | سبز و فیروزه‌ای      | نماد سویومبو، اسب‌سواران             | اسب‌سواران                 |           |
|          |          | ۱ توگروگ      | ۱۱۵ × ۵۷        | زرد و قهوه‌ای        | شیر                                 | نماد سویومبو، پایزه       | چنگیز خان |
|          |          | ۵ توگروگ      | ۱۲۰ × ۶۰        | نارنجی              | دمدین سوخباتور، نماد سویومبو، پایزه | چند اسب در کوهستان می‌چرند | چنگیز خان |
|          |          | ۱۰ توگروگ     | ۱۲۵ × ۶۱        | سبز                 | دمدین سوخباتور، نماد سویومبو، پایزه | چند اسب در کوهستان می‌چرند | چنگیز خان |
|          |          | ۲۰ توگروگ     | ۱۳۰ × ۶۴        | ارغوانی مایل به سرخ | دمدین سوخباتور، نماد سویومبو، پایزه | چند اسب در کوهستان می‌چرند | چنگیز خان |
|          |          | ۵۰ توگروگ     | ۱۳۵ × ۶۶        | قهوه‌ای              | دمدین سوخباتور، نماد سویومبو، پایزه | چند اسب در کوهستان می‌چرند | چنگیز خان |
|          |          | ۱۰۰ توگروگ    | ۱۴۰ × ۶۸        | بنفش                | دمدین سوخباتور، نماد سویومبو، پایزه | چند اسب در کوهستان می‌چرند | چنگیز خان |
|          |          | ۵۰۰ توگروگ    | ۱۴۵ × ۷۰        | سبز                 | چنگیز خان، نماد سویومبو، پایزه      | یورت‌های مغولی             | چنگیز خان |
|          |          | ۱,۰۰۰ توگروگ  | ۱۵۰ × ۷۲        | آبی                 | چنگیز خان، نماد سویومبو، پایزه      | یورت‌های مغولی             | چنگیز خان |
|          |          | ۵,۰۰۰ توگروگ  | ۱۵۰ × ۷۲        | سرخابی              | چنگیز خان، نماد سویومبو، پایزه      | فواره                     | چنگیز خان |
|          |          | ۱۰,۰۰۰ توگروگ | ۱۵۰ × ۷۲        | زرد مایل به طلایی   | چنگیز خان، نماد سویومبو، پایزه      | فواره                     | چنگیز خان |
|          |          | ۲۰,۰۰۰ توگروگ | ۱۵۱ × ۷۲        | لیمویی و ارغوانی    | چنگیز خان، نماد سویومبو، پایزه      | توغ                       | چنگیز خان |